# Auchy-les-Mines
Auchy-les-Mines, appelée Auchy-lez-La-Bassée avant 1926, est une commune française située dans le département du Pas-de-Calais en région Hauts-de-France. Ses habitants sont appelés les Alciaquois.
La commune fait partie de la communauté d'agglomération de Béthune-Bruay, Artois-Lys Romane qui regroupe 100 communes et compte 275 327 habitants en 2021.

## Géographie

### Localisation
Localisée dans l'est du département du Pas-de-Calais, Auchy-les-Mines est une commune située, à vol d'oiseau, à 10 km à l'est de la commune de Béthune (chef-lieu d'arrondissement).
Le territoire de la commune est limitrophe de ceux de trois communes.
Les communes limitrophes sont Violaines, Vermelles et Haisnes.

### Géologie et relief
La superficie de la commune est de 5,1 km2 ; son altitude varie de 23  à   37 mètres.

### Hydrographie

#### Réseau hydrographique
Le territoire de la commune est situé dans le bassin Artois-Picardie. Elle est drainée par l'Auchy-lès-Mines, d'une longueur de 1,27 km,,.

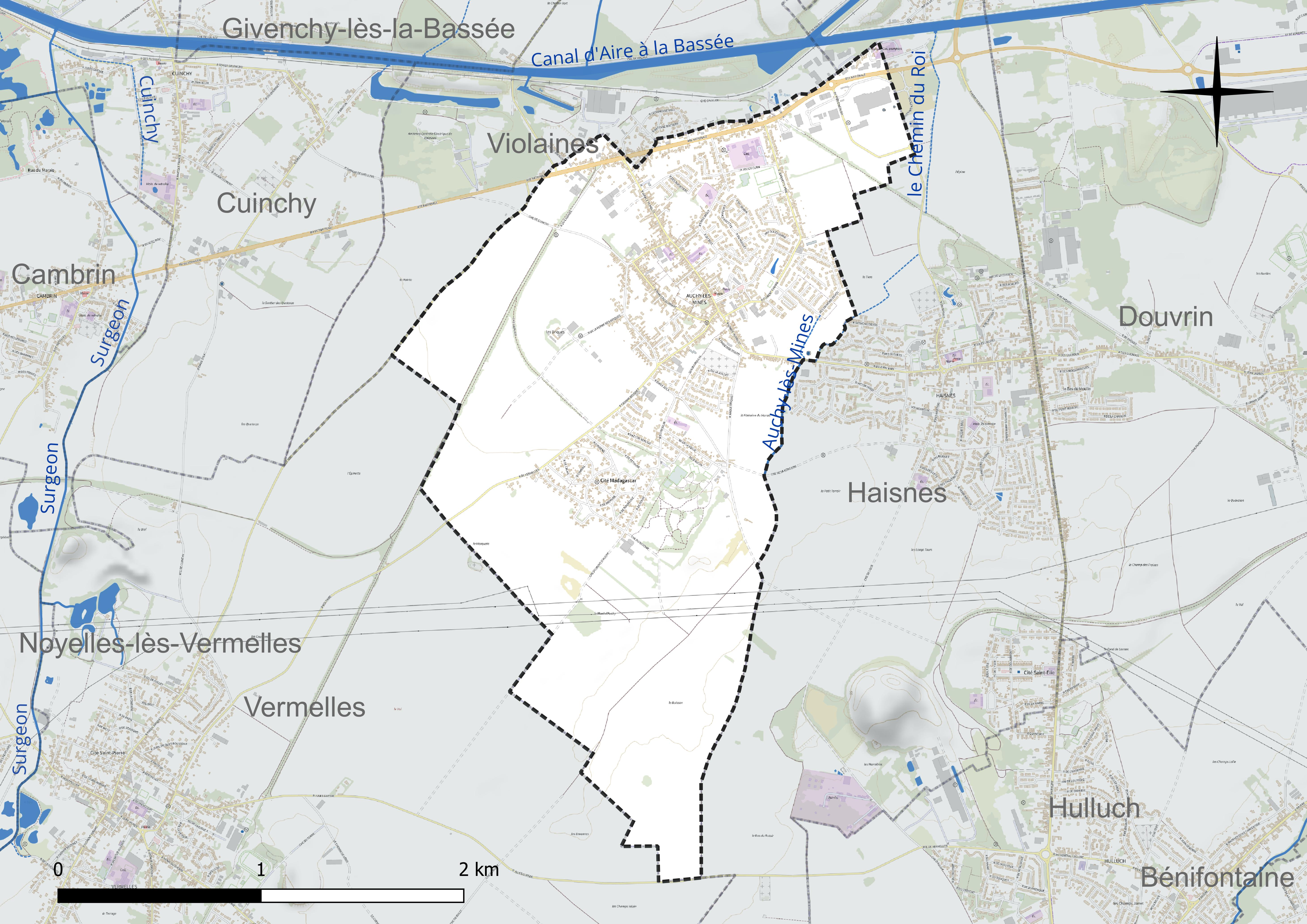
Réseau hydrographique d'Auchy-les-Mines.

#### Gestion et qualité des eaux
Le territoire communal est couvert par le schéma d'aménagement et de gestion des eaux (SAGE) « Lys ». Ce document de planification concerne un territoire de 1 835 km2 de superficie, délimité par le bassin versant de la Lys. Le périmètre a été arrêté le 29 mai 1995 et le SAGE proprement dit a été approuvé le 6 août 2010, puis révisé le 20 septembre 2019. La structure porteuse de l'élaboration et de la mise en œuvre est le syndicat mixte pour l'élaboration du SAGE de la Lys (SYMSAGEL).
La qualité des cours d'eau peut être consultée sur un site dédié géré par les agences de l'eau et l'Agence française pour la biodiversité.

### Climat
Pour des articles plus généraux, voir Climat des Hauts-de-France et Climat du Pas-de-Calais.
En 2010, le climat de la commune est de type climat océanique dégradé des plaines du Centre et du Nord, selon une étude du CNRS s'appuyant sur une série de données couvrant la période 1971-2000. En 2020, Météo-France publie une typologie des climats de la France métropolitaine dans laquelle la commune est exposée à un climat océanique et est dans la région climatique Nord-est du bassin Parisien, caractérisée par un ensoleillement médiocre, une pluviométrie moyenne régulièrement répartie au cours de l'année et un hiver froid (3 °C).
Pour la période 1971-2000, la température annuelle moyenne est de 10,4 °C, avec une amplitude thermique annuelle de 14,2 °C. Le cumul annuel moyen de précipitations est de 710 mm, avec 12,1 jours de précipitations en janvier et 8,8 jours en juillet. Pour la période 1991-2020, la température moyenne annuelle observée sur la station météorologique la plus proche, située sur la commune de Lillers à 22 km à vol d'oiseau, est de 11,1 °C et le cumul annuel moyen de précipitations est de 731,5 mm,. Pour l'avenir, les paramètres climatiques de la commune estimés pour 2050 selon différents scénarios d'émission de gaz à effet de serre sont consultables sur un site dédié publié par Météo-France en novembre 2022.

## Urbanisme

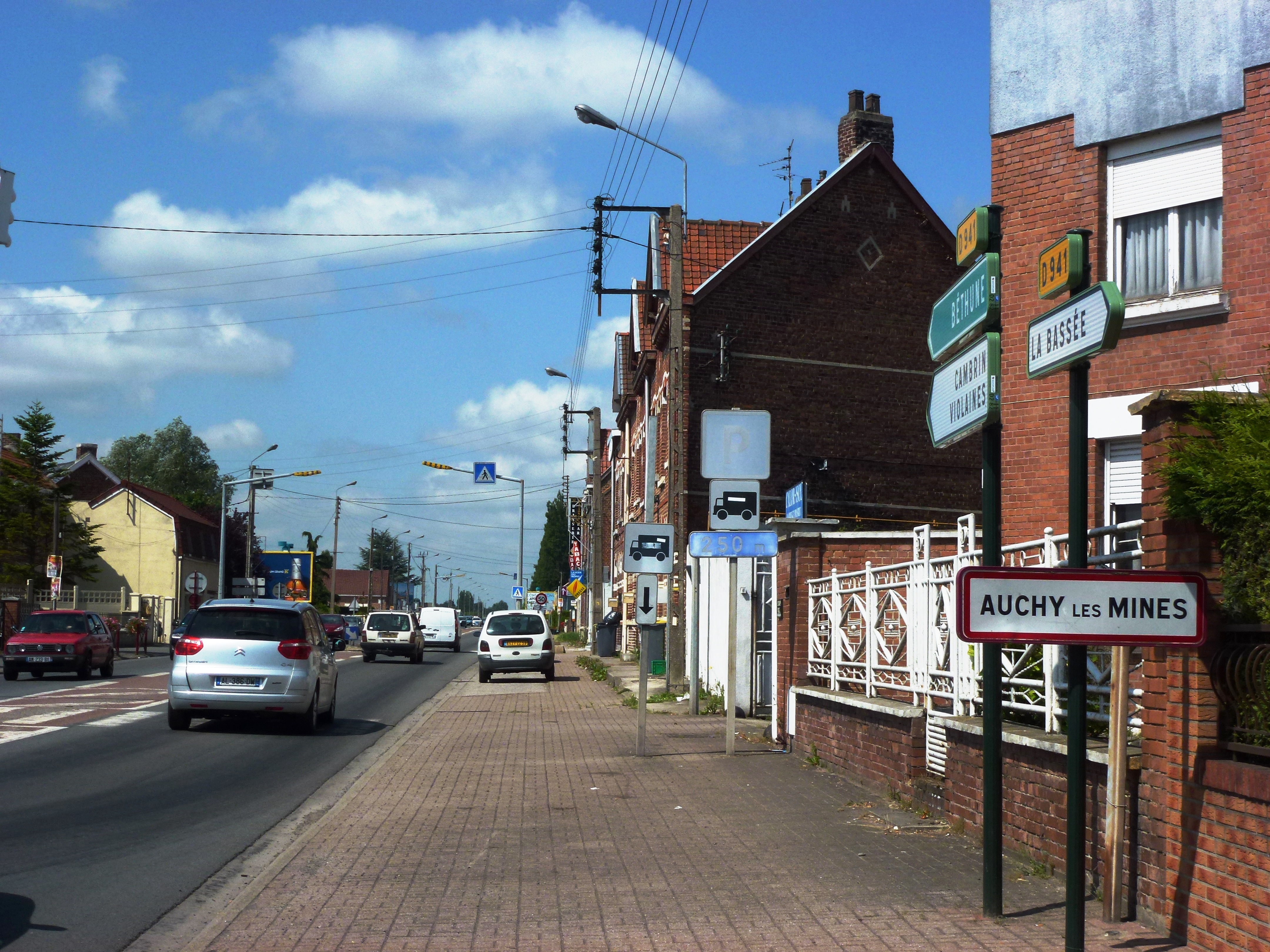
Une entrée de la commune.

### Typologie
Au 1er janvier 2024, Auchy-les-Mines est catégorisée ceinture urbaine, selon la nouvelle grille communale de densité à sept niveaux définie par l'Insee en 2022.
Elle appartient à l'unité urbaine de Béthune, une agglomération inter-départementale regroupant 94  communes, dont elle est une commune de la banlieue,,. Par ailleurs la commune fait partie de l'aire d'attraction de Lille (partie française), dont elle est une commune de la couronne,. Cette aire, qui regroupe 201 communes, est catégorisée dans les aires de 700 000 habitants ou plus (hors Paris),.

### Occupation des sols
L'occupation des sols de la commune, telle qu'elle ressort de la base de données européenne d'occupation biophysique des sols Corine Land Cover (CLC), est marquée par l'importance des territoires agricoles (62,3 % en 2018), en diminution par rapport à 1990 (68,2 %). La répartition détaillée en 2018 est la suivante : 
terres arables (62,3 %), zones urbanisées (37,7 %). L'évolution de l'occupation des sols de la commune et de ses infrastructures peut être observée sur les différentes représentations cartographiques du territoire : la carte de Cassini (XVIIIe siècle), la carte d'état-major (1820-1866) et les cartes ou photos aériennes de l'IGN pour la période actuelle (1950 à aujourd'hui).

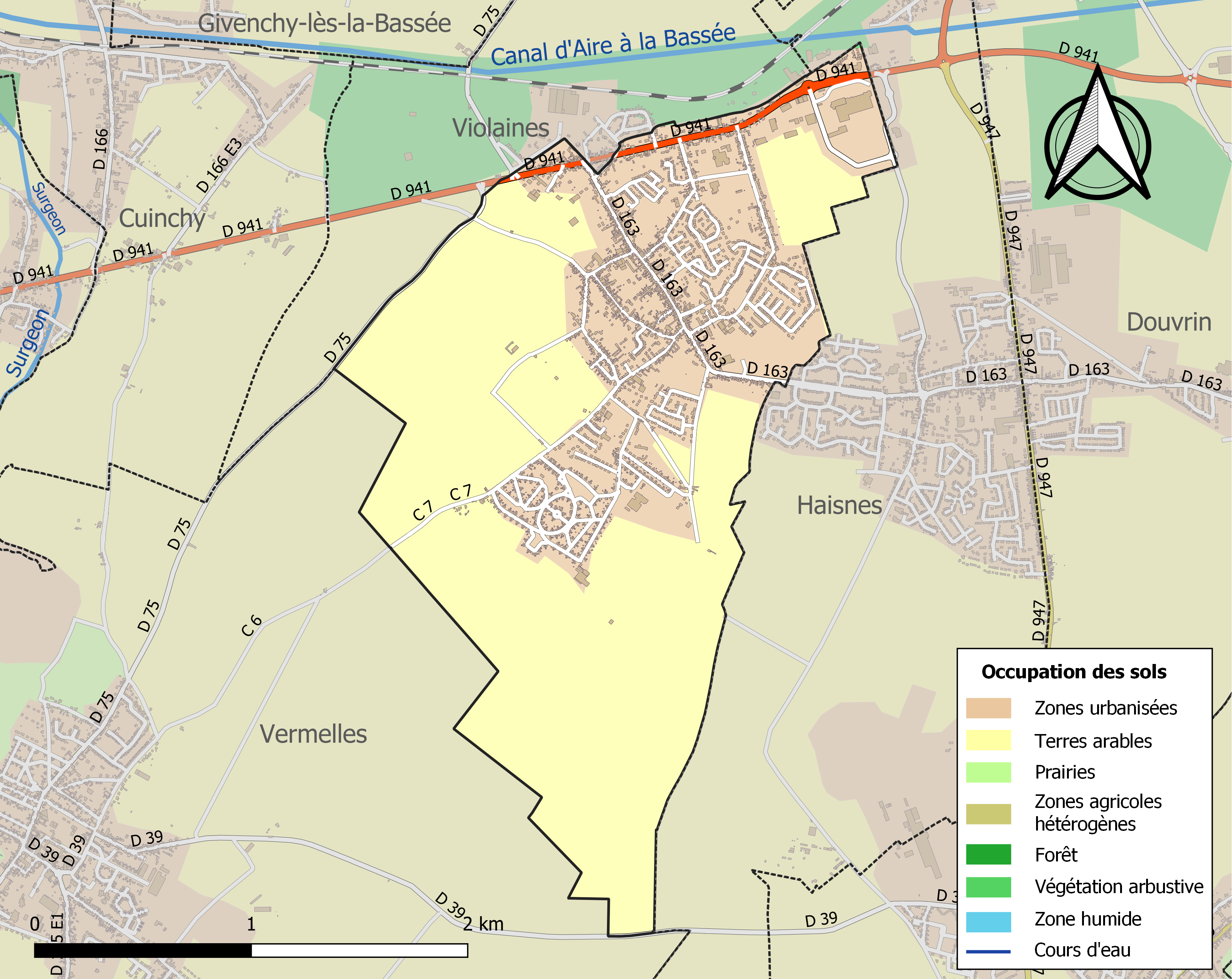
Carte des infrastructures et de l'occupation des sols de la commune en 2018 (CLC).

## Toponymie
Le nom de la localité est attesté sous les formes Alcis en 1103 (cartulaire de Marchiennes, p. 41), Alci en 1124 (cartulaire de Marchiennes, p. 28), Alchi en 1125 (cartulaire de Marchiennes, p. 144), Auxi en 1291 (charte d'Art., Ricouart, p. 554), Auchi en 1307 (titres et comptes d'Art., t. I, f° 42), Auchy vers la Bassée en 1339 (cartulaire des chartrses de Gosnay, t. I, f° 254 v°), Aucy en 1462 (cartulaire des charitables de Béth., f° 67 v°), Auchy en 1539 (le Pez, épitaph., f° 346 v°), Auxy-lès-la Bassée en 1720 (Saugrain, p. 339).
La commune s'appelait Auchy-lez-La-Bassée depuis 1801, elle prend le nom d'Auchy-les-Mines à compter du 19 juillet 1926 à la suite d'un décret,.

## Histoire
Pendant la Première Guerre mondiale, le 9 septembre 1917, la ligne de front passe entre les fosses 8 et 8 bis (Bassin minier du Nord-Pas-de-Calais), et on se bat au fond. Dans la nuit du 25 au 26 septembre, pour empêcher l'extraction, les Allemands emploient les gaz dans les galeries du puits 8 d'Auchy et du 4 de Vermelles.
La commune est décorée de la croix de guerre 1914-1918 par décret du 23 septembre 1920, distinction également attribuée à 276 autres communes du Pas-de-Calais.

## Politique et administration

### Découpage territorial
La commune se trouve dans l'arrondissement de Béthune du département du Pas-de-Calais.

#### Commune et intercommunalités
La commune est membre de la communauté d'agglomération de Béthune-Bruay, Artois-Lys Romane.

#### Circonscriptions administratives
La commune est rattachée au canton de Douvrin.

#### Circonscriptions électorales
Pour l'élection des députés, la commune fait partie de la douzième circonscription du Pas-de-Calais.

### Élections municipales et communautaires

#### Liste des maires
| Période                                  | Période                       | Identité             | Étiquette    | Qualité                                                                       |
| ---------------------------------------- | ----------------------------- | -------------------- | ------------ | ----------------------------------------------------------------------------- |
| Les données manquantes sont à compléter. |                               |                      |              |                                                                               |
| ?                                        | 1890                          | Charles Page         |              |                                                                               |
| 1891                                     | 1912                          | Auguste de Quandalle |              |                                                                               |
| 1912                                     | ?                             | Jules Goulliart      |              |                                                                               |
| Les données manquantes sont à compléter. |                               |                      |              |                                                                               |
| mai 1925                                 | janvier 1941                  | Louis Holle          | SFIO         | Ouvrier mineur Conseiller général de Cambrin (1934 → 1940) Décédé en fonction |
| Les données manquantes sont à compléter. |                               |                      |              |                                                                               |
| mai 1945                                 | octobre 1947                  | Léon Prin            |              |                                                                               |
| Les données manquantes sont à compléter. |                               |                      |              |                                                                               |
| avril 1953                               | mars 1971                     | Jean Lefebvre        | SFIO puis PS | Directeur d'école Conseiller général de Cambrin (1958 → 1973)                 |
| mars 1971                                | 2000                          | Paul Barrois         | PCF          | Inspecteur commercial de la CCPM                                              |
| 2000                                     | mars 2014                     | Jean Clarisse        | PCF          | Retraité de l'enseignement                                                    |
| mars 2014,                               | mai 2020                      | Joëlle Fontaine      | app. PCF     | Retraitée de la Poste                                                         |
| mai 2020                                 | En cours (au 19 janvier 2021) | Jean-Michel Legrand  | PCF          | Ancien employé,                                                               |

## Équipements et services publics

### Enseignement
La commune est située dans l'académie de Lille et dépend, pour les vacances scolaires, de la zone B.
Elle administre deux écoles maternelles, les pâquerettes et les églantines et deux écoles élémentaires, l'école Anne Frank et Jacques Prévert et le département gère le collège Juliot-Curie.

### Culture
La commune dispose de la bibliothèque « Louis Aragon ».

### Justice, sécurité, secours et défense
La commune dépend du tribunal judiciaire de Béthune, du conseil de prud'hommes de Béthune, de la cour d'appel de Douai, du tribunal de commerce d'Arras, du tribunal administratif de Lille, de la cour administrative d'appel de Douai et du tribunal pour enfants de Béthune.

## Population et société

### Démographie
Les habitants de la commune sont appelés les Alciaquois.

#### Évolution démographique
L'évolution du nombre d'habitants est connue à travers les recensements de la population effectués dans la commune depuis 1793. Pour les communes de moins de 10 000 habitants, une enquête de recensement portant sur toute la population est réalisée tous les cinq ans, les populations de référence des années intermédiaires étant quant à elles estimées par interpolation ou extrapolation. Pour la commune, le premier recensement exhaustif entrant dans le cadre du nouveau dispositif a été réalisé en 2005.

En 2022, la commune comptait 4 642 habitants, en évolution de −0,54 % par rapport à 2016 (Pas-de-Calais : −0,72 %, France hors Mayotte : +2,11 %).
| 1793 | 1800 | 1806 | 1821 | 1831  | 1836  | 1841  | 1846  | 1851  |
| ---- | ---- | ---- | ---- | ----- | ----- | ----- | ----- | ----- |
| 734  | 840  | 875  | 985  | 1 071 | 1 072 | 1 098 | 1 133 | 1 141 |

| 1856  | 1861  | 1866  | 1872  | 1876  | 1881  | 1886  | 1891  | 1896  |
| ----- | ----- | ----- | ----- | ----- | ----- | ----- | ----- | ----- |
| 1 142 | 1 224 | 1 345 | 1 378 | 1 397 | 1 517 | 1 588 | 1 776 | 2 199 |

| 1901  | 1906  | 1911  | 1921  | 1926  | 1931  | 1936  | 1946  | 1954  |
| ----- | ----- | ----- | ----- | ----- | ----- | ----- | ----- | ----- |
| 2 495 | 2 798 | 2 910 | 1 189 | 2 639 | 3 329 | 3 266 | 3 336 | 3 630 |

| 1962  | 1968  | 1975  | 1982  | 1990  | 1999  | 2005  | 2006  | 2010  |
| ----- | ----- | ----- | ----- | ----- | ----- | ----- | ----- | ----- |
| 3 827 | 3 989 | 3 785 | 3 664 | 4 076 | 4 459 | 4 310 | 4 313 | 4 467 |

| 2015  | 2020  | 2022  | - | - | - | - | - | - |
| ----- | ----- | ----- | - | - | - | - | - | - |
| 4 676 | 4 656 | 4 642 | - | - | - | - | - | - |

#### Pyramide des âges
En 2018, le taux de personnes d'un âge inférieur à 30 ans s'élève à 37,1 %, soit au-dessus de la moyenne départementale (36,7 %). À l'inverse, le taux de personnes d'âge supérieur à 60 ans est de 22,3 % la même année, alors qu'il est de 24,9 % au niveau départemental.
En 2018, la commune comptait 2 299 hommes pour 2 401 femmes, soit un taux de 51,09 % de femmes, légèrement inférieur au taux départemental (51,5 %).
Les pyramides des âges de la commune et du département s'établissent comme suit.
| Hommes | Classe d’âge | Femmes |
| ------ | ------------ | ------ |
| 0,1    | 90 ou +      | 0,8    |
| 4,3    | 75-89 ans    | 7,4    |
| 15,3   | 60-74 ans    | 16,5   |
| 20,6   | 45-59 ans    | 21,0   |
| 20,2   | 30-44 ans    | 19,5   |
| 17,7   | 15-29 ans    | 16,3   |
| 21,9   | 0-14 ans     | 18,4   |

| Hommes | Classe d’âge | Femmes |
| ------ | ------------ | ------ |
| 0,5    | 90 ou +      | 1,6    |
| 5,6    | 75-89 ans    | 8,9    |
| 16,7   | 60-74 ans    | 18,1   |
| 20,2   | 45-59 ans    | 19,2   |
| 18,9   | 30-44 ans    | 18,1   |
| 18,2   | 15-29 ans    | 16,2   |
| 19,9   | 0-14 ans     | 17,9   |

## Économie

### Revenus de la population et fiscalité
En 2019, dans la commune, il y a 1 869 ménages fiscaux qui comprennent 4 680 personnes pour un revenu médian disponible par unité de consommation de 19 010 euros, soit inférieur au revenu médian de la France métropolitaine qui est de 21 930 euros. La part des ménages fiscaux imposés est de 42 % (57,6 % en France métropolitaine),.

## Culture locale et patrimoine

### Lieux et monuments
- L'église Saint-Martin, construite en 1926-1928 par l'architecte Jules Rotru, l'ancienne église ayant été détruite pendant la Première Guerre mondiale.
- Le monument aux morts[39].
- Le  reliquaire du crâne de Sainte bone était conservé dans l'église Saint-Martin, avant d'être acquis par un collectionneur au XIXe siècle, il est aujourd'hui exposé aux Palais des Beaux-Arts de Lille[40].

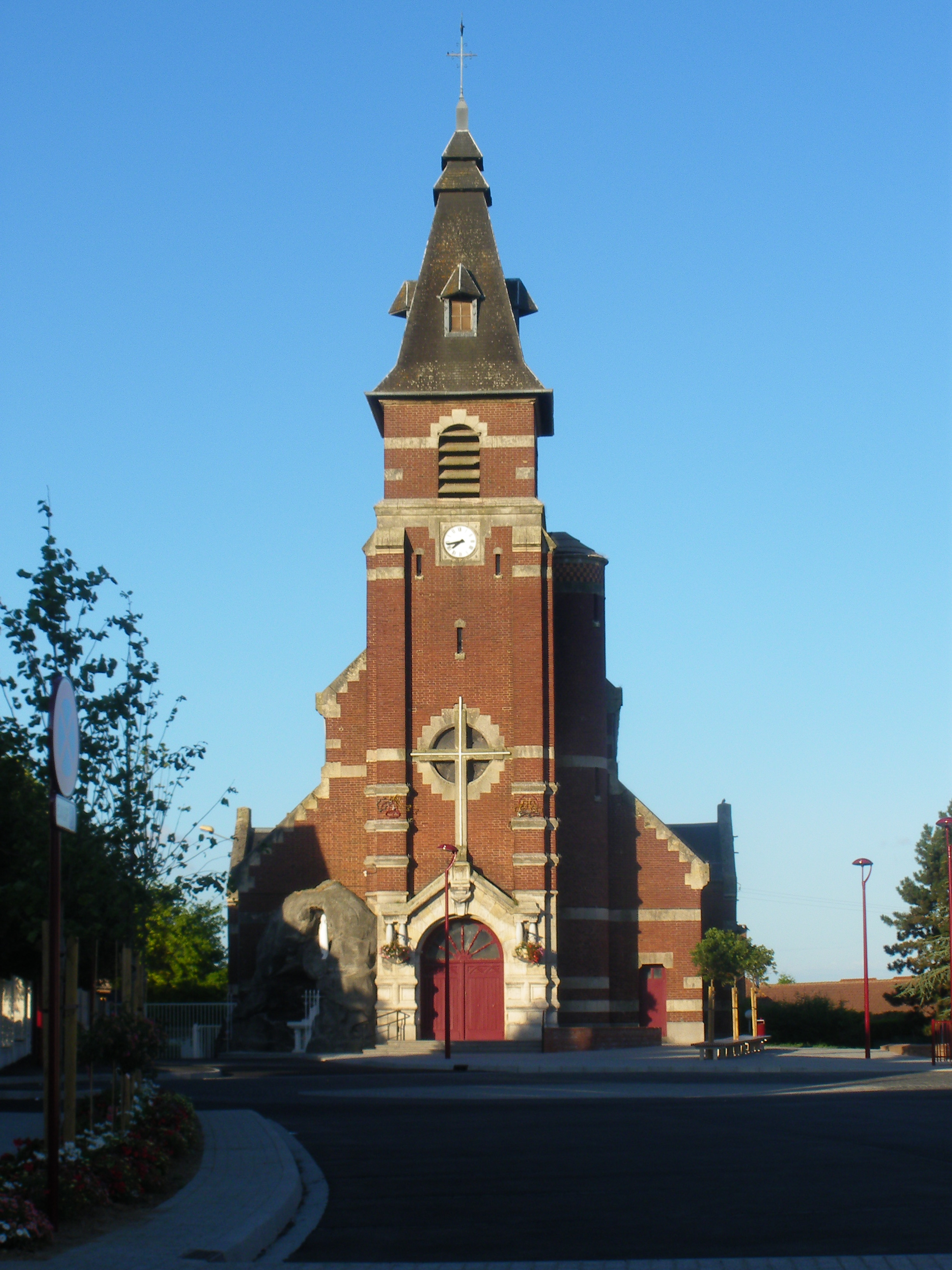
L'église Saint-Martin.
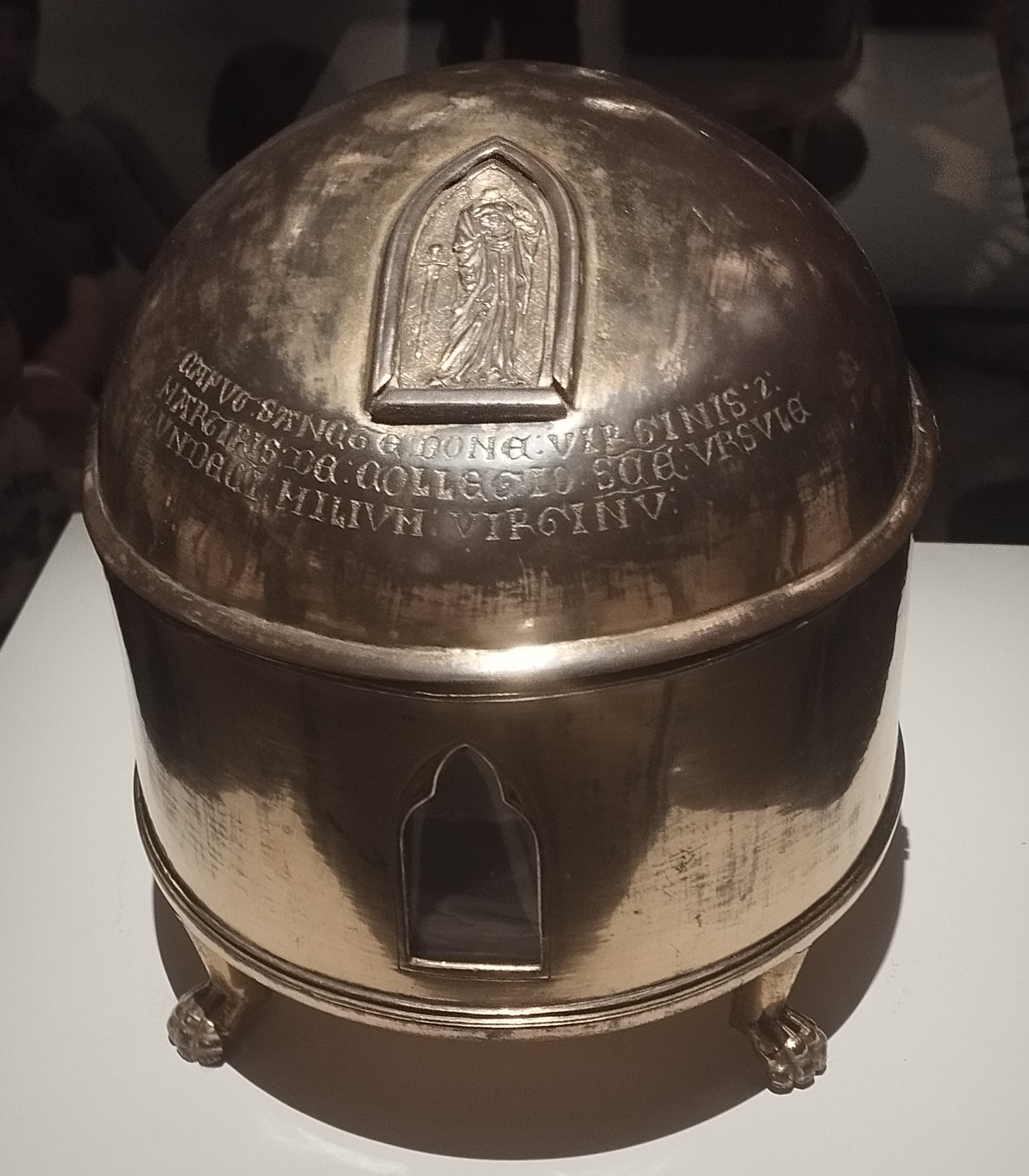
Le reliquaire du crâne de Sainte bone.

#### Fouilles archéologiques
En 2023, à la suite de la destruction du presbytère, il est découvert un ancien cimetière allemand de la Première Guerre mondiale. Les fouilles ont permis de mettre à jour des bases de colonne de l'ancienne église et d'un cimetière datant du Moyen Âge accueillant des bébés mort-nés, baptisés post-mortem.

### Personnalités liées à la commune
- Gaston Dassonville (1893-1965), résistant et un homme politique, mort dans la commune.
- Ignace Humblot (d) (1903-1942), syndicaliste et résistant, né dans la commune[43].
- Jeannette Prin (1907-1970), femme politique, née dans la commune.
- Guy Dubois (1938-2024), écrivain et historien du bassin minier du Nord-Pas-de-Calais, y est mort[44].

### Héraldique
| Armes d'Auchy-les-Mines | Les armes d'Auchy-les-Mines se blasonnent ainsi : D'argent à l'ombre de bonnet phrygien contourné, au plant de blé au naturel brochant, à la lampe de mineur de sable surbrochant le tout. |

## Pour approfondir

#### Bases de données, dictionnaires et encyclopédies
- Ressources relatives à la géographie :   - Insee (communes)
  - Ldh/EHESS/Cassini
- Ressource relative à plusieurs domaines :   - Annuaire du service public français
- Notices d'autorité :   - VIAF
  - BnF (données)
  - GND